# Kazushige Kuboki
Kazushige Kuboki (窪木 一茂, Kuboki Kazushige), né le 6 juin 1989 à Ishikawa, est un coureur cycliste japonais. Il pratique des compétitions sur route et sur piste. Il est notamment champion du monde du scratch en 2024.

## Biographie
Kazushige Kuboki s'est fait remarquer pour la première fois lorsqu'il termine huitième au classement général du Tour de l'Abitibi 2007, une course par étapes pour les juniors (17/18 ans) au Canada.
En 2011, il remporte le bronze aux championnats d'Asie sur la course à l'américaine, la poursuite individuelle et la poursuite par équipes. L'année suivante, il devient champion du Japon de la course aux points. Aux championnats d'Asie de 2013, il remporte l'argent en poursuite par équipes et le bronze en omnium. En 2014, il décroche le titre national sur l'omnium. Il a également remporté le bronze dans la poursuite par équipe aux Championnats asiatiques de cyclisme 2013.
En 2015, il devient champion du Japon sur route. En 2016, il obtient ensuite un contrat avec l'équipe italienne de deuxième division Nippo-Vini Fantini. Une fois de plus, il remporte l'argent sur la poursuite par équipes aux championnats d'Asie de 2015 et 2016.
En 2016, il termine 14e de l'omnium aux Jeux olympiques de Rio. En 2018, il est champion du Japon du contre-la-montre. Lors de la saison 2020, il devient pour la première fois champion d'Asie de poursuite par équipes avec Ryo Chikatani, Shunsuke Imamura, Keitaro Sawada et Eiya Hashimoto). Il est également médaillé d'argent de la course à l'américaine. En 2022, il est vice-champion du monde du scratch à Saint-Quentin-en-Yvelines, sa première médaille mondiale. La même année, il décroche deux titres aux championnats d'Asie lors de la poursuite par équipes et l'américaine.
En 2023, il obtient deux médailles d'or aux Jeux asiatiques sur la poursuite par équipes et l'omnium. Il est à nouveau vice-champion du monde du scratch et réalise un triplé aux championnats d'Asie sur la poursuite individuelle et par équipes, ainsi que la course à l'américaine. En 2024, il ajoute deux nouveaux titres aux championnats d'Asie, toujours en poursuite par équipes et sur l'américaine. Aux Jeux olympiques de Paris, il se classe cinquième de la course à l'américaine, sixième de l'omnium et dixième de la poursuite par équipes. Le 17 octobre 2024, après deux médailles d'argent lors des deux saisons précédentes, il devient à 35 ans champion du monde du scratch grâce à une attaque dans les 10 derniers tours.

## Palmarès sur piste

### Jeux olympiques
- Rio 2016
  - 14e de l'omnium
- Paris 2024
  - 5e de la course à l'américaine
  - 6e de l'omnium
  - 10e de la poursuite par équipes

### Championnats du monde
| Édition / Épreuve              | Course aux points | Scratch | Omnium |
| Saint-Quentin-en-Yvelines 2015 | 11e               |         |        |
| Londres 2016                   |                   |         | 16e    |
| Saint-Quentin-en-Yvelines 2022 |                   | Argent  |        |
| Glasgow 2023                   |                   | Argent  |        |
| Ballerup 2024                  |                   | Or      |        |

### Ligue des champions
- 2021
  - 2e du scratch à Londres

### Coupe des nations
- 2021
  - 3e de la poursuite par équipes à Hong Kong
  - 3e du scratch à Hong Kong
- 2022
  - 2e de l'américaine à Glasgow
- 2024
  - 2e de l'omnium à Milton
  - 3e de l'américaine à Hong Kong
- 2025
  - 3e de l'omnium à Konya

### Championnats d'Asie
- Nakhon Ratchasima 2011
  -  Médaillé de bronze de la poursuite individuelle
  -  Médaillé de bronze de la poursuite par équipes
  -  Médaillé de bronze de l'américaine
- New Dehli 2013
  -  Médaillé d'argent de la poursuite par équipes
  -  Médaillé de bronze de l'omnium
- Nakhon Ratchasima 2015
  -  Médaillé d'argent de la poursuite par équipes
- Izu 2016
  -  Médaillé d'argent de la poursuite par équipes
- Jakarta 2019
  -  Médaillé d'argent de la poursuite par équipes
  -  Médaillé de bronze de l'américaine
- Jincheon 2020
  -  Champion d'Asie de poursuite par équipes (avec Ryo Chikatani, Shunsuke Imamura, Keitaro Sawada et Eiya Hashimoto)
  -  Médaillé d'argent de l'américaine
- New Delhi 2022
  -  Champion d'Asie de la poursuite par équipes (avec Shoi Matsuda, Shunsuke Imamura, Naoki Kojima et Eiya Hashimoto)
  -  Champion d'Asie de l'américaine (avec Shunsuke Imamura)
- Nilai 2023
  -  Champion d'Asie de la poursuite individuelle
  -  Champion d'Asie de la poursuite par équipes (avec Eiya Hashimoto, Shoi Matsuda et Naoki Kojima)
  -  Champion d'Asie de l'américaine (avec Shunsuke Imamura)
- New Delhi 2024
  -  Champion d'Asie de la poursuite par équipes (avec Eiya Hashimoto, Shoi Matsuda et Naoki Kojima)
  -  Champion d'Asie de l'américaine (avec Shunsuke Imamura)
- Nilai 2025
  -  Champion d'Asie de la poursuite individuelle
  -  Champion d'Asie de l'américaine (avec Eiya Hashimoto)
  -  Médaillé d'argent de la poursuite par équipes
  -  Médaillé d'argent du scratch

### Jeux asiatiques
- Incheon 2014
  -  Médaillé de bronze de la poursuite par équipes
- Hangzhou 2022
  -  Médaillé d'or de la poursuite par équipes
  -  Médaillé d'or de l'omnium

### Championnats nationaux
| - 2010 - Champion du Japon de poursuite - Champion du Japon de poursuite par équipes - Champion du Japon de course aux points - 2011 - 2e du championnat du Japon de l'américaine - 2012 - Champion du Japon de course aux points - 2e du championnat du Japon de poursuite - 2014 - Champion du Japon de l'omnium - 2e du championnat du Japon de poursuite - 2e du championnat du Japon de poursuite par équipes - 2015 - Champion du Japon de poursuite - Champion du Japon de course aux points - Champion du Japon de poursuite par équipes - 2018 - Champion du Japon de poursuite - Champion du Japon de poursuite par équipes - Champion du Japon de l'américaine - Champion du Japon de course aux points - Champion du Japon de l'omnium - 2019 - Champion du Japon de poursuite - Champion du Japon de poursuite par équipes - Champion du Japon de l'américaine - Champion du Japon de course aux points | - 2020 - 2e du championnat du Japon de poursuite - 3e du championnat du Japon du scratch - 3e du championnat du Japon de l'américaine - 2021 - Champion du Japon du scratch - 2022 - Champion du Japon de poursuite - Champion du Japon de poursuite par équipes - Champion du Japon de l'américaine - Champion du Japon de l'omnium - 2e du championnat du Japon du scratch - 3e du championnat du Japon de course aux points - 2023 - Champion du Japon de poursuite par équipes - Champion du Japon de l'américaine - 2e du championnat du Japon de poursuite - 2e du championnat du Japon du scratch - 2024 - Champion du Japon de poursuite |  |

## Palmarès sur route

### Par année
- 2007
  - 8e étape du Tour de l'Abitibi
  -  Médaillé de bronze du contre-la-montre aux Jeux d'Asie juniors
- 2012
  - 3e du Tour de Hokkaido
- 2013
  - 3e du championnat du Japon du contre-la-montre
- 2015
  -  Champion du Japon sur route
- 2018
  -  Champion du Japon du contre-la-montre
- 2019
  - 8e étape du Tour du Japon
- 2022
  - 1re étape du Tour de Kumano
- 2023
  - 8e étape du Tour du Japon

### Classements mondiaux
| Année                                 | 2012 | 2013 | 2014 | 2015 | 2016  | 2017  | 2018  | 2019  | 2020 | 2021 | 2022  | 2023  |
| ------------------------------------- | ---- | ---- | ---- | ---- | ----- | ----- | ----- | ----- | ---- | ---- | ----- | ----- |
| Classement mondial                    |      |      |      |      | 1290e | 2254e | 1099e | 1439e | nc   | nc   | 2141e | 1840e |
| UCI Asia Tour                         | 153e | 197e | 155e | 80e  | 207e  | 407e  | 154e  | 103e  | nc   | nc   | 224e  | nc    |
|                                       |      |      |      |      |       |       |       |       |      |      |       |       |
| Légende : nc = non classéSource : UCI |      |      |      |      |       |       |       |       |      |      |       |       |